# Christoph Stiba
Christoph Stiba (* 6. Dezember 1967 in Lübeck) ist ein deutscher baptistischer Geistlicher und seit 2013 der Generalsekretär des Bundes Evangelisch-Freikirchlicher Gemeinden (BEFG).

## Leben
Nach seinem Studium am Theologischen Seminar des Bundes Evangelisch-Freikirchlicher Gemeinden in Hamburg-Horn (ab 1993) und Wustermark-Elstal (ab 1997) absolvierte Christoph Stiba ab 1998 sein Vikariat in der Baptistengemeinde Hamburg-Osdorf. 2001 erhielt er seine offizielle Anerkennung als Pastor des BEFG und wechselte 2002 in den Gemeindedienst nach Kassel-Möncheberg, den er bis 2009 versah.
2005 wurde Stiba in das Präsidium seiner Freikirche gewählt. 2009 erfolgte seine Berufung in die Geschäftsführung des BEFG. Innerhalb dieses Gremiums leitete er den Dienstbereich Mission. Mit seiner Ernennung zum Generalsekretär des BEFG, die zum 1. August 2013 erfolgte, trat er die Nachfolge von Regina Claas an. Zu Stibas erklärten Zielen gehört die Gründung neuer Baptistengemeinden in Deutschland. 2017 bis 2023 war er Präsident der Vereinigung Evangelischer Freikirchen.
Christoph Stiba ist verheiratet und Vater von zwei Kindern.